# 부남초등학교 (경북)
부남초등학교는 대한민국 경상북도 청송군에 있는 공립 초등학교이다.

## 학교 연혁
- 1930년 7월 4일 부남공립보통학교 설립 인가
- 1930년 9월 1일 부남공립보통학교 개교
- 1938년 4월 1일 부남공립심상소학교 개편
- 1941년 4월 1일 부남공립국민학교 개편
- 일자미상 부남국민학교 개편
- 일자미상 부남국민학교 이현분교 설립 인가
- 일자미상 부남국민학교 중기분교 설립 인가
- 1947년 4월 10일 중기분교장 개교
- 1947년 9월 1일 이현분교장 개교
- 1949년 9월 1일 이현분교 국민학교 승격 인가, 중기분교 중기국민학교 승격 분리
- 1949년 9월 20일 이현분교장 이현국민학교 승격 분리
- 1962년 4월 26일 부남국민학교 화장분교 설립 인가
- 1962년 5월 14일 화장분교장 개교
- 1985년 3월 1일 이현국민학교 분교장 격하 편입
- 1992년 3월 1일 화장분교장 폐교 및 본교 통폐합
- 1993년 3월 1일 이현분교장 폐교 및 본교 통폐합
- 1994년 3월 1일 중기국민학교 분교장 격하 편입
- 1996년 3월 1일 중기분교장 폐교 및 본교 통폐합
- 2002년 1월 1일 부남초·구천중 통합 학교 운영
- 2002년 12월 30일 강당 건립(초·중 통합)
- 2005년 1월 24일 도 지정 초·중 통합 교육과정 시범학교 운영
- 2005년 3월 1일 벽지학교 재 지정('라'급지)
- 2015년 2월 13일 제82회(3명) 졸업
- 2015년 3월 1일 제39대 김영창 교장 취임
- 2015년 3월 2일 7명 입학

## 참고 자료
- 부남초등학교 - 한국교육학술정보원 학교알리미